# ارين كينغ
ارين كينغ (بالإنجليزية: Warren King)‏ هو رسام كارتون أمريكي، ولد في 3 يناير 1916، وتوفي في 9 فبراير 1978 في ويلتون ‏ في الولايات المتحدة.